# يونس بن أبي إسحاق
يونس بن أبي إسحاق (المتوفي 159 هـ) تابعي كوفي، وأحد رواة الحديث النبوي، وهو ابن المحدّث أبو إسحاق السبيعي وأبو المحدثين إسرائيل بن يونس وعيسى بن يونس.

## روايته للحديث النبوي
- روى عن: أنس بن مالك وناجية بن كعب وعامر الشعبي ومجاهد بن جبر وأبي بردة بن أبي موسى الأشعري وأبي بكر بن أبي موسى الأشعري وهلال بن خباب ووالده أبي إسحاق.[2] وإبراهيم بن محمد بن سعد بن أبي وقاص وبريد بن أبي مريم السلولي وبكر بن ماعز الكوفي وأبي الوداك خير بن نوف الهمداني وجري بن كليب النهدي والحسن البصري وخالد بن أبي نوف وخيثمة بن عبد الرحمن وسعيد بن وهب الثوري الهمداني وأبي السفر سعيد بن يحمد ومحارب بن دثار ومغراء العبدي والمغيرة بن شبيل وأبي داود نفيع الأعمى والوليد بن العيزار وأبي الشعثاء الكندي.[3]
- روى عنه: ابنه عيسى بن يونس وعبد الله بن المبارك ويحيى بن سعيد القطان ووكيع بن الجراح وعبد الرحمن بن مهدي ويحيى بن آدم ومحمد بن يوسف الفريابي وقبيصة بن عقبة وعلي بن محمد المدائني[2] وأبو إسحاق الفزاري وأحمد بن خالد الوهبي وأبو الجواب الأحوص بن جواب وأبو المنذر إسماعيل بن عمر وإسماعيل بن عياش وحجاج بن محمد المصيصي والحسن بن قتيبة المدائني وأبو جنادة حصين بن مخارق السلولي والحكم بن مروان الكوفي وحماد بن مسعدة وزيد بن الحباب العكلي وسفيان الثوري وأبو قتيبة سلم بن قتيبة وأبو خالد سليمان بن حيان الأحمر وشبابة بن سوار وعامر بن مدرك وعبد الله بن سالم الأفطس وعبد الرحمن بن غزوان وعبد العزيز بن أبان القرشي وأبو بكر الحنفي وأبو عبيدة عبد الواحد بن واصل الحداد وعبيد بن عقيل الهلالي المقرئ وعثام بن علي العامري وعمرو بن محمد العنقزي وأبو نعيم الفضل بن دكين الملائي والفضل بن موسى السيناني ومحمد بن بشر العبدي ومحمد بن الحسن الشيباني وأبو أحمد الزبيري ومخلد بن يزيد الحراني والنضر بن شميل وهارون بن عمران الأنصاري ويوسف بن يعقوب الضبعي ويونس بن بكير الشيباني.[3]
- منزلته عند أهل الحديث: تباينت الأقوال فيه، فقال عبد الرحمن بن مهدي: «لم يكن به بأس»، وقال النسائي: «ليس به بأس»، وقال الذهبي: «ابناه أتقن منه، وهو حسن الحديث»،[2] وقال ابن سعد: «كان ثقة إن شاء الله، وله أحاديث كثيرة»،[1] كما وثّقه يحيى بن معين، وذكره ابن حبان في كتاب الثقات.[3] بينما كان رأي أبو حاتم أنه: «صدوق، لا يُحتجّ به»، وقال يحيى بن سعيد القطان أنه: «كانت فيه غفلة»، وقال أحمد بن حنبل: «حديثه مضطرب».[2] وقد روى له الجماعة في كتبهم.[3]